# Cuñaba
Cuñaba es un lugar y una parroquia del concejo de Peñamellera Baja, en la comarca de Oriente, Principado de Asturias, España.

## Lugares
- Cuñaba
- San Esteban

## Geografía
Ocupa la ladera suroriental del concejo, teniendo como límite con Cantabria el río Deva. Su población se divide entre los pueblos de Cuñaba y San Esteban. Este último ha sido, en 1990, galardonado con el premio al pueblo ejemplar de Asturias, el primero de los que ha concedido la Fundación Príncipe de Asturias.